# Тест Сонди
Тест Сонди — проективный личностный тест c методом портретных выборов, разработанный психиатром и психоаналитиком Леопольдом Сонди в 1935 году. Тест был создан с целью диагностировать психические отклонения.
Независимая проверка теста Сонди выявила его несостоятельность, научное сообщество считает методику Сонди не заслуживающей доверия и не рекомендует ей пользоваться.

## История создания
По непроверенным сведениям, венгерский психоаналитик и психиатр Леопольд Сонди, наблюдая за своими пациентами во время его работы в психиатрической больнице, обнаружил, что люди с одинаковыми диагнозами склонны сближаться. Пациенты клиники чаще начинали общаться с людьми с таким же диагнозом, чем с пациентами с другими диагнозами, и некоторые даже образовывали пары. Из этого Сонди сделал вывод, что каждый человек обязательно станет тянуться к тем, кто на него похож.
Сонди считал, что людьми управляют некие психические векторы, каждому из которых соответствуют конкретные характеристики личности, степень проявления каждого вектора наследуется, и, в зависимости от выраженности каждого вектора, у человека формируются соответствующие черты личности.
Л. Сонди собрал 48 портретов пациентов психиатрических клиник с известными диагнозами, как сделанных им собственноручно, так и взятых им из психиатрической литературы, и в 1935 году предложил обществу разработанный им тест по определению профиля личности, в котором испытуемому нужно отметить два самых привлекательных и два самых непривлекательных в каждом из 6 наборов по 8 портретов (общее число портретов в тесте — 48).

## Обоснование теста
По представлениям Сонди личность человека можно представить как сочетание по-разному выраженных восьми психических векторов:
1. h — сексуальная недифференцированность;
2. s — садизм — мазохизм;
3. е — эпилептоидные тенденции;
4. hy — истерические склонности;
5. k — кататонические проявления;
6. р — паранойяльность;
7. d — депрессивное состояние;
8. m — маниакальные состояния.

По мнению Сонди, комбинация этих векторов определяет характер человека, его интересы, выбор сексуального партнера, склонность к профессиям, формируют его внешний вид и лицо. Он считал, что влияние определённых векторов определяется геномом человека и передается по наследству.
Исходя из построенной им теории психических векторов, Л. Сонди предположил, что, если человеку показывать портреты с ярко выраженными проявлениями всех психических векторов, ему должны понравиться и вызвать неприязнь те портреты, которые соответствуют наиболее значимым потребностям и склонностям индивида. Зная из опыта работы в психиатрической клинике о том, что пациенты с одинаковыми диагнозами склонны общаться друг с другом, он посчитал, что пациент отметит как симпатичные те портреты, которые соответствуют его чертам личности. При этом, по мысли Сонди, наиболее неприятными покажутся портреты с теми чертами его личности, которые самому человеку в себе не нравятся. Свои предположения он аргументировал проведёнными им исследованиями и клиническими наблюдениями.

## Описание теста
В тесте Сонди подобраны портреты таким образом, что каждый демонстрируемый пациенту портрет в наиболее выраженном виде отражает проявление одного из восьми базисных человеческих влечений (векторов) из теории Сонди.
Тестируемому человеку шесть раз показывают 8 портретов, (портреты не повторяются — всего их 48). В каждой серии из восьми портретов есть портреты и мужчин, и женщин, из которых испытуемый каждый раз должен выбрать два наиболее симпатичных ему портрета и два портрета с максимально неприятной ему внешностью. В каждой серии проводящий тестирование специалист отмечает, портреты для каких векторов испытуемый отметил приятными, и какие — неприятными. По завершении шести серий теста специалист по формализованным параметрам формирует профиль личности, из которого определяет, какие проблемы и какая патология имеется у пациента.
Для достоверности пациенты должны были пройти тест несколько раз, и лучше, чтобы каждое повторное тестирование было в отличном от предыдущего состоянии психики испытуемого.
Л. Сонди считал преимуществом портретного теста перед текстовым то, что пациент наверняка не знает, какие диагнозы у людей на портретах, и предполагал, что, проходя портретный тест, пациент не сможет не только обмануть специалиста, но якобы не сможет бессознательно исказить результат.

## Современные модификации теста
В 21 веке в разных портретных тестах, ссылающихся на Сонди, используются упрощённые варианты с меньшим числом портретов вплоть до единственного набора из восьми портретов в «тестах Сонди» на разных сайтах.

## Критика
Тест Сонди начали критиковать ещё в середине 20 века — независимые исследователи не смогли подтвердить утверждения Л. Сонди.

### Проверки утверждений Сонди
Уже в 1954 году ученые раскритиковали теорию Сонди о векторах, определяющих личностные качества и особенности человека.
Дальнейшие исследования показали, что поведение человека определяется сложным взаимодействием генетических факторов с влиянием среды.
В 21 веке теория Сонди о психических векторах считается несостоятельной.

### Проверки эффективности теста
Исследования, подтверждающие эффективность теста Сонди, опубликованы только в журнале «Сондиана», посвящённом исключительно творчеству Леопольда Сонди, а независимых подтверждений его утверждениям нет.
Первые опубликованные независимые эксперименты по проверке теста Сонди были проведены в 1940-е годы. Во многих экспериментах подтверждено отсутствие связи между личностными качествами людей и портретами, которые они считали приятными или отталкивающими.
На самом деле люди выбирают портреты, основываясь отнюдь не на сходстве с собой, а на основе выражения лиц людей на портретах или в силу своих внутренних убеждений.

## Влияние в обществе
Тест Сонди, несмотря на его давность, популярен и в 21 веке. Его популярность обусловлена в первую очередь когнитивным искажением «эффект субъективного подтверждения». Остальные факторы: наукообразность формулировок, желание людей узнать тайны подсознания (которые якобы невозможно узнать с помощью других методик), нетипичная форма теста (большинство психологических тестов — текстовые).